# ベグズィーン・ヤボーホラン
ベグズィーン・ヤボーホラン（Begziin Yavuukhulan、モンゴル語: Бэгзийн Явуухулан、1929年 - 1982年）は、モンゴル詩歌の"黄金時代"と呼ばれる1960～70年代に活躍した、モンゴル国を代表する抒情詩人。翻訳家。
代表作である「私はどこに生まれたのか」（1959年）や「私がこの世にうまれたわけ」(1959年）は、美しいモンゴルの地に生まれた「私」の視点を通して、祖国やそこに暮らす自分自身の存在を抒情的に清々しく謳いあげた作品となっており、現在でもモンゴル人が好んで暗唱する詩のひとつとなっている。モンゴル詩の伝統を継承しつつ、西洋や東洋の詩文化に学び、それらを融合させた作風は、モンゴル詩に新境地を開いたとして高く評価されており、「東洋の偉大な詩人」とも称される。

## 生涯
1929年、現在のザブハン県ジャブフラント郡の牧民の家庭に生まれる。同年には、同じく1960～70年代に活躍した作家のS.エルデネや詩人のTs.ガイタブがいる。
財政経済専門学校を卒業後、会計士を経て文芸誌『ツォグ』の書記などを務めた後、モスクワのゴーリキー名称文学大学へ留学。帰国後、留学時代に創作した詩篇を中心に編まれた詩集『銀のハザールの音』（1961）を発表し、話題となった。
帰国後はモンゴル作家同盟の書記等を務めながら、作家同盟内に詩歌部会を設立したり、詩歌の祭典を企画するなど、若い詩人たちの育成や文学の発展に貢献した。
ヤボーホランは外国文学の紹介、翻訳も盛んに行っており、ロシアの詩人セルゲイ・エセーニン、ドイツの詩人ゲーテ、スペインの詩人ガルシア・ロルカ、フランスの詩人ポール・エリュアールをはじめ、唐の詩人李白などの多くの翻訳作品を残している。日本の俳句にも関心が高く、ロシア語経由で松尾芭蕉や正岡子規の俳句を翻訳し、モンゴルで初めて俳句について紹介しているほか、自身も俳句風の作品を著している。
1967年に「私はどこに生まれたのか」、「穴あき銭のバラード」、「ピオネール」、「薪割り人」の四編の詩で国家賞を受賞した。
1982年2月17日、病没。

## 主な著書
- 1954年、『Бидний хүсэл』
- 1954年、『Цэнхэрмандалын тэнгэрийн дор』
- 1961年、『Мөнгөн хазаарын чимээ』
- 1965年、『Хээр хоносон сар』
- 1965年、『Хар ус нуурын шагшуурга』
- 1970年、『Тэхийн зогсоол』
- 1973年、『Үд дундын тэнгэр』
- 1977年、『Намрын мөнгөн өглөө』
- 1978年、『Ээлтэй сэлэм』
- 1979年、『Дэлхий』
- 1982年、『Бүсгүй хүнийг хайрлах сэтгэл』